# Polka Magazine
Pour les articles homonymes, voir Polka.
Polka Magazine est un magazine trimestriel français spécialisé dans la photographie lancé en novembre 2007 par Alain Genestar avec son épouse Brigitte Genestar, sa fille Adélie de Ipanema et son fils Édouard Genestar. Le magazine fait partie d’un concept plus global autour de la photographie qui réunit à l’origine un magazine, une galerie et depuis 2020, un concept store appelé Polka Factory. L’écosystème Polka est devenu une marque reconnue en France et à l’international en se positionnant sur trois marchés interconnectés de la photographie : la collection, la décoration, et l’information par l’image. 

## Description
Polka traite ses sujets en trois sections : l’actualité en image et les nouveaux livres, le reportage (le mag) et la relation de la photo à l'art (polk'Art) avec la reprise en portfolios des expositions qui ont lieu à la galerie. Une des spécificités de ce magazine spécialisé dans la photo est de disposer d'une galerie d'exposition

## Galerie Polka
La galerie Polka a été lancé au printemps 2007, quelques mois avant le magazine. Située en plein cœur du marais, sa ligne éditoriale se concentre sur la photographie contemporaine et documentaire au sens large du terme. Dès sa création, la galerie a réuni des grands noms de la photographie comme Sebastiao Salgado, William Klein, Mary Ellen Mark, Marc Riboud, Françoise Huguier, Elliott Erwitt ou Peter Lindbergh. La galerie participe à de grandes foires internationales et est aujourd’hui reconnue dans le monde entier. « La galerie permet de montrer plus de photos que le magazine. Elle en est le prolongement, et met en valeur le travail des photographes »
Adélie de Ipanema, cofondatrice, en est la directricedepuis sa création. 

## Histoire du magazine
Le magazine a été créé en 2008 par Alain Genestar avec son épouse Brigitte Genestar, sa fille Adélie de Ipanema et son fils Édouard Genestar,. Ce magazine est consacré à la fois à la photo d'art et au photojournalisme,. Il est tiré à 35.000 exemplaires. 
Pour faire face aux difficultés rencontrées par la presse écrite, le magazine adapte sa formule en 2024 (augmentation du prix de vente, passage de 4 à 2 numéros double par an, recentrage sur les reportages exclusifs et les portfolios de grands photographes),.

## Photographes au sommaire
- no 1, 2008 : Marc Riboud, Reza, Gérard Rancinan, Jean-Marie Périer, Sebastião Salgado
- no 2 : Abir Sultan, Hatem Moussa, James Nachtwey, Éric Valli, Norbu, Vanessa Winship, David Alan Harvey (en), Gilles Caron, Don McCullin
- no 3 : Joakim Eskildsen (en), Laurence Leblanc, Reza, Ethan Levitas, Stanley Greene, Elliott Erwitt, Masayuki Yoshinaga, Steven Achiam
- no 4 : Bruno Barbey, Jean-Gabriel Barthelemy, Marcus Bleadsdale, Sarah Caron, Marie-Laure de Decker, Cédric Gerbehaye, Lauren Greenfield, Diane Grimonet, Derek Hudson, Antonín Kratochvíl (en), Ben Lowy, Christopher Morris, Marc Riboud
- no 5 : Timothy Fadek, Steve McCurry, Annie Merchadier, Franco Pagetti, Massimo Siragusa, Gérard Uféras, William Klein
- no 6 : Abbas, Robert Doisneau, Hans Silvester, Prashant Panjiar, Cathleen Naundorf, Steven Siewert (en), Christian Poveda, Paolo Pellegrin
- no 7 : Roxane B, Julio Bittencourt, Alexandra Boulat, Bruno Calendini, Carlos Cazalis, Tomasz Gudzowaty (en), Diane Grimonet, Alexander Gronsky (en), Françoise Huguier, Kosuke Okahara (ja), Marc Riboud, Zohreh Soleimani
- no 8 : Timothy Fadek, France Keyser, Nick Danziger (en), Tiziana & Gianni Baldizzone, Jodi Bieber, Caroline Suzman, Jürgen Schadeber (en), Tomas Tomaszewski, Mary Ellen Mark, Stefano De Luigi (en), Yves Marchand & Romain Meffre
- no 9 : Jane Evelyn Atwood, Sarah Caron, Carlos Cazalis, Aline Coquelle, Ethan Levitas, Jaime Ocampo-Rangel
- no 10 : William H. Daniels, Stanley Greene, Derek Hudson, Brenda Ann Kenneally, Peter Lindbergh, Alain Loison, Manuel Outumoro (es), Axelle de Russé, Mi Zhou
- no 11 : Stephen Dupont, Diane Grimonet, William Klein, Olivier Lacour, Mathieu Pernot, Collectif Transit, Yonathan Weitzman
- no 12 : Martha Camarillo, Stanley Greene, Sung Nam-Hun, Marc Riboud, Farzana Wahidy, Donata Wenders
- no 13 : Pierre-Anthony Allard, William H. Daniels, William Klein, Daidō Moriyama, Guillaume Rivière, Massimo Siragusa
- no 14 : David Chancellor, Olivier Culmann, Ahmet Ertuğ (en), Julie Glassberg, Ara Güler, Stanley Greene, Ethan Levitas, Reza Deghati, Jean-Manuel Simoes, Andy Spyra (de)
- no 15 : Onur Çoban, William H. Daniels, Timothy Fadek, Philippe Guionie, Titouan Lamazou, Peter Lindbergh, Malik Nejmi, Marc Riboud.
- no 26, juin-juillet-août 2014 : Françoise Huguier.
- no 32, janvier-février 2016 : Wim & Donata Wenders, Bettina Rheims, Philippe Halsman.
- no 33, mars-avril-mai 2016 : Lauren Geai, etc.
- no 34, juin-juillet 2016 : Les Sixties, Ali par Klein, etc.
- no 35, septembre-octobre 2016 : Stanley Greene ;  Richard Avedon à Paris. Récit de son amitié avec Lartigue.
- no 40, hiver 2017 : Janine Niépce, Laurence Geai, Sebastião Salgado, Marc Riboud, Marin Karmitz